# Mehdi Tahiri
Pour les articles homonymes, voir Tahiri.
Mehdi Tahiri, né le 23 juillet 1977 à Rabat, est un joueur de tennis marocain, professionnel entre 1996 et 2007.

## Carrière
Classé dans le top 10 mondial chez les juniors, il est quart de finaliste du tournoi de Wimbledon et finaliste de l'US Open en 1994
Il a été membre de l'Équipe du Maroc de Coupe Davis à 13 reprises entre 1993 et 2006. Souvent dans l'ombre de Younès El Aynaoui et Hicham Arazi, il a joué ses premiers matchs à enjeu en barrages face à la Suisse de Jakob Hlasek et Marc Rosset en 1996. Il a joué deux matchs en 2004 lors du premier tour du groupe mondial contre l'Argentine (avec Mounir El Aarej, défaite contre la paire Lucas Arnold Ker/Agustín Calleri) et en barrages contre l'Australie où il perd un match face au no 3 mondial Lleyton Hewitt (6-0, 6-2, 6-2). Au Luxembourg en 2005, alors qu'il est classé 497e mondial, il réalise l'exploit de battre Gilles Müller (no 70) dans un match marathon de 5 heures et 45 minutes (6-79, 6-4, 7-61, 6-72, 6-4).
Il a disputé à dix reprises le tournoi ATP de Casablanca en tant qu'invité ; il y passe le premier tour en 2006 à sa dernière participation. Il bat Oliver Marach puis perd contre Gilles Simon. Durant sa carrière, il a remporté six titres en tournoi Futures en simple sur 11 finales et un en double. Il est également quart de finaliste au tournoi Challenger de Graz en 2001.